# 28007 Galhassin
28007 Galhassin è un asteroide della fascia principale. Scoperto nel 1997, presenta un'orbita caratterizzata da un semiasse maggiore pari a 2,9481623 au e da un'eccentricità di 0,1559343, inclinata di 10,92286° rispetto all'eclittica.